# IPE KW.2 Biguá
Die IPE KW.2 Biguá war ein experimentelles Segelflugzeug der brasilianischen Industria Paranaense de Estruturas (IPE).

## Geschichte
Die KW.2 Biguá, ein experimentelles Segelflugzeug, wurde vom Luftfahrtingenieur Kuno Widmaier entworfen und gemeinsam von der Industria Paranaense de Estruturas und dem Aeroclubs von Novo Hamburgo gebaut. Die zweisitzige Maschine flog erstmals am 19. Dezember 1974. Als das Departamento de Aviação Civil die IPE KW.1 Quero-Quero bestellte, wurde auch an Bestellungen für die Biguá gedacht, letztendlich jedoch zugunsten der IPE 02 Nhapecan fallen gelassen. Die einzige Maschine wurde bis 2000 in Novo Hamburgo verwendet.

## Konstruktion
Die Maschine besaß einen Rumpf aus geschweißten Stahlrohren mit konventionellem Leitwerk sowie Tragflächen aus einer Holzkonstruktion. Die Maschine war teilweise mit Sperrholz beplankt und mit Stoff bespannt, die Tragflächen waren negativ gepfeilt. Die Piloten saßen hintereinander im geschlossenen Cockpit. Unter dem Rumpf befand sich eine Gleitkufe und ein einzelnes Rad.

## Technische Daten
| Kenngröße              | Daten    |
| ---------------------- | -------- |
| Besatzung              | 1        |
| Passagiere             | 1        |
| Länge                  | 7,9 m    |
| Spannweite             | 15,5 m   |
| Höhe                   | ?        |
| Flügelfläche           | 17,80 m² |
| Flügelstreckung        | ?        |
| Gleitzahl              | 28       |
| Geringstes Sinken      | ?        |
| Leermasse              | 260 kg   |
| max. Startmasse        | 450 kg   |
| Mindestgeschwindigkeit | ? km/h   |
| Höchstgeschwindigkeit  | ? km/h   |